# Indywidualne Mistrzostwa Ligi Juniorów na Żużlu 2015
Indywidualne Mistrzostwa Ligi Juniorów na Żużlu 2015 – zawody żużlowe, mające na celu wyłonienie medalistów indywidualnych mistrzostw Ligi Juniorów w sezonie 2015. Z powodu remontu stadionu we Wrocławiu zawody odbyły się na torze w Częstochowie. W finałowych zmaganiach zwyciężył Maksym Drabik.

## Finał
- Częstochowa, 31 sierpnia 2015
- Sędzia: Artur Kuśmierz
- Widzów: ok. 500
- NCD – Maksym Drabik (XIV bieg) – 64,18 s.

| Msc. | Zawodnik          | Klub                  | Pkt  |             |
| ---- | ----------------- | --------------------- | ---- | ----------- |
| 1    | Maksym Drabik     | Sparta Wrocław        | 15   | (3,3,3,3,3) |
| 2    | Oskar Fajfer      | KS Toruń              | 14   | (3,3,3,2,3) |
| 3    | Bartosz Smektała  | Unia Leszno           | 12+3 | (2,3,3,1,3) |
| 4    | Krystian Rempała  | Stal Rzeszów          | 12+2 | (3,2,2,3,2) |
| 5    | Ernest Koza       | Unia Tarnów           | 11   | (1,3,2,3,2) |
| 6    | Adrian Cyfer      | Stal Gorzów           | 10   | (2,2,2,2,2) |
| 7    | Damian Dróżdż     | Sparta Wrocław        | 8    | (1,1,w,3,3) |
| 8    | Artur Czaja       | Stal Rzeszów          | 6    | (3,0,3,d,u) |
| 9    | Adrian Gała       | Sparta Wrocław        | 6    | (1,2,1,2,-) |
| 10   | Marcin Nowak      | GKM Grudziądz         | 5    | (0,1,1,1,2) |
| 11   | Arkadiusz Madej   | Unia Tarnów           | 5    | (1,2,1,0,1) |
| 12   | Hubert Łęgowik    | GKM Grudziądz         | 4    | (2,0,2,w,-) |
| 13   | Michał Gruchalski | Włókniarz Częstochowa | 3    | (0,1,0,2,0) |
| 14   | Alex Zgardziński  | Falubaz Zielona Góra  | 2    | (2,0,d,t,-) |
| 15   | Rafał Karczmarz   | Stal Gorzów           | 2    | (0,1,0,w,1) |
| 16   | Przemysław Liszka | Sparta Wrocław        | 2    | (1,1)       |
| 17   | Mike Trzensiok    | GKM Grudziądz         | 0    | (0,w,w,w,w) |